# Zakole (film)
Zakole – polski film fabularny z 1988 roku.

## Obsada
- Gustaw Lutkiewicz (Tomasz Świderski)
- Danuta Kowalska (Katarzyna)
- Teresa Lipowska (Teresa)
- Wiesława Mazurkiewicz (Maria Świderska)
- Maria Robaszkiewicz (Danuta Świderska)
- Izabella Mikołajczak (Agnieszka Świderska, wnuczka Tomasza)
- Zbigniew Buczkowski (Witek Tomaszewski)
- Marek Lewandowski (Kazimierz)
- Paweł Nowisz (inżynier Roman Kozelski)
- Jan Piechociński (Jerzy Świderski)
- Włodzimierz Wiszniewski (Władysław, sąsiad Tomasza)
- Helena Kowalczykowa (Leokadia Stokowska)
- Lech Sołuba (milicjant)
- Arkadiusz Bazak (mecenas)
- Izabela Orkisz
- Grzegorz Pawłowski

## Opis fabuły
Dyrektor wielkiego zakładu przemysłowego, znajdujący się obecnie na emeryturze, zostaje postawiony przez los w skrajnie złej sytuacji – jako człowiek aktywny i wciąż pełen energii musi ratować małżeństwa dzieci, którym grozi rozpad, oraz opiekować się swą ciężko chorą żoną. Nie poddaje się jednak i podejmuje próbę ocalenia rodziny, która jest dla niego najważniejsza.